# Xã Colfax, Quận Kandiyohi, Minnesota
Xã Colfax (tiếng Anh: Colfax Township) là một xã thuộc quận Kandiyohi, tiểu bang Minnesota, Hoa Kỳ. Năm 2010, dân số của xã này là 547 người.